# Liste uruguayischer Schachspieler
Die Liste uruguayischer Schachspieler enthält Schachspieler, die für den uruguayischen Schachverband spielberechtigt sind oder waren und mindestens eine der folgenden Bedingungen erfüllen:
- Träger einer der folgenden FIDE-Titel: Großmeister, Ehren-Großmeister, Internationaler Meister, Großmeisterin der Frauen, Ehren-Großmeisterin der Frauen, Internationale Meisterin der Frauen;
- Träger einer der folgenden ICCF-Titel: Großmeister, Verdienter Internationaler Meister, Internationaler Meister, Großmeisterin der Frauen, Internationale Meisterin der Frauen;
- Gewinn einer nationalen Einzelmeisterschaft;
- eine historische Elo-Zahl von mindestens 2500 (vor Einführung der Elo-Zahl im Juli 1971).

## A
- Enrique Almada (* 1963), uruguayischer Meister[1]
- José Álvarez del Monte (* 1931), historischer Meister, uruguayischer Meister
- Héctor Anaya Oger, uruguayischer Meister

## B
- Antonio Bachini, uruguayischer Meister
- José Bademian (1927–2013), uruguayischer Meister
- Julio Balparda (1900–1942), uruguayischer Meister
- Alejandro Bauzá (* 1959), uruguayischer Meister
- Lorenzo Bauzá (1917–1971), uruguayischer Meister
- Otto Benítez, uruguayischer Meister
- Nancy Birriel (* 1958), uruguayische Meisterin der Frauen
- Jorge Brasó (* 1960), uruguayischer Meister

## C
- José Cánepa, uruguayischer Meister
- Camila Colombo (* 1990), Internationale Meisterin der Frauen, uruguayische Meisterin der Frauen
- Claudio Cóppola (* 1992), Internationaler Meister
- Martín Crosa Coll (* 1980), Internationaler Meister, uruguayischer Meister
- Héctor Corral, uruguayischer Meister
- Gabriel Curi (* 1967), uruguayischer Meister

## D
- Isabel De Los Santos (* 1956), uruguayische Meisterin der Frauen
- Nahuel Díaz Hollemaert (* 1976), Internationaler Meister[2]
- Manuel Dienavorian (* 1938; † 2004 oder früher), uruguayischer Meister

## E
- Nadia Echeveste (* 1985), uruguayische Meisterin der Frauen
- Walter Estrada Degrandi (1930–2007), historischer Meister, uruguayischer Meister
- Eduardo Etcheverry, uruguayischer Meister

## F
- María Auxiliadora Fernández, uruguayische Meisterin der Frauen

## G
- José Gabarain, uruguayischer Meister

## H
- Alejandro Hoffman (* 1966), Großmeister[3]
- Carlos Hounié Fleurquin (1906–1962), historischer Meister, uruguayischer Meister

## I
- Daniel Izquierdo (* 1960), uruguayischer Meister

## K
- Ivo Kurtic († 1986), uruguayischer Meister

## L
- Pedro Lamas (1941–2024), uruguayischer Meister
- Silvia Lamas (* 1965), uruguayische Meisterin der Frauen
- Manuel Larrea (* 1980), uruguayischer Meister
- Patricia de León (* 1994), uruguayische Meisterin der Frauen
- Arturo Libstein, uruguayischer Meister

## M
- Antonio Jorgen Macchia (* 1947), Verdienter Internationaler Meister im Fernschach
- Martín Marotta (* 1960), Verdienter Internationaler Meister im Fernschach
- Georg Meier (* 1987), Großmeister[4]
- Susana Michelena, uruguayische Meisterin der Frauen

## N
- Roberto Silva Nazzari (* 1938), uruguayischer Meister

## O
- Alfredo Olivera (1908–1992), uruguayischer Meister

## P
- Alfonso Pérez Acebal (* 1976), uruguayischer Meister
- Daniel Perchman (* 1971), uruguayischer Meister
- Guillermo Puiggrós (1912–1993), historischer Meister, uruguayischer Meister

## R
- Daniel Rivera (* 1959), Internationaler Meister
- Luis Ernesto Rodi (* 1968), Internationaler Meister, Internationaler Fernschachmeister[5]
- Andrés Rodríguez Vila (* 1973), Großmeister, uruguayischer Meister
- Bernardo Roselli Mailhe (* 1965), Internationaler Meister
- Ernesto Rotunno, uruguayischer Meister
- Luis Roux Cabral (* 1913; † ?1973), uruguayischer Meister
- Fernando Rubio Aguado, historischer Meister, uruguayischer Meister

## S
- Natalia Silva Rosas (* 1979), uruguayische Meisterin der Frauen

## T
- Santiago Trasmonte, uruguayischer Meister

## V
- Juan Viana, uruguayischer Meister
- Leticia Vilariño (* 1985), uruguayische Meisterin der Frauen